# Водоснабдяване и канализация – Видин
„Водоснабдяване и канализация – Видин“ ЕООД е българско държавно предприятие със седалище във Видин, експлоатиращо публичната водоснабдителна и канализационна инфраструктура в област Видин.
Предприятието е обособено през 1959 година, поемайки експлоатацията на общинската водопроводна мрежа в град Видин. В наш дни то обслужва 128 селища в областта с 1680 километра водопроводни и 68 километра канализационни мрежи, 71 помпени станции (включително 3 канализационни), 111 водоизточника и 147 резервоара.